# Nicolas Philibert
Pour les articles homonymes, voir Philibert.
Nicolas Philibert, né le 10 janvier 1951 à Nancy, est un cinéaste français.
Récipiendaire de nombreux prix et distinctions, il s'inscrit dans la lignée des documentaristes français.
À la Berlinale 2023, il reçoit l'Ours d'or pour son film Sur l'Adamant.

## Biographie
Fils du professeur de philosophie Michel Philibert, il débute comme stagiaire sur le tournage du film Les Camisards (1970) de René Allio, tout en poursuivant des études universitaires à Grenoble, ville où il a grandi. Une licence de philosophie en poche, il est engagé comme accessoiriste sur Rude Journée pour la reine (René Allio, 1973), assistant-réalisateur auprès d'Alain Tanner sur Le Milieu du monde (1974), décorateur sur Pas si méchant que ça (Claude Goretta, 1974), et de nouveau assistant-réalisateur sur Moi, Pierre Rivière, ayant égorgé ma mère, ma sœur et mon frère... (René Allio, 1975).
En 1978, il co-réalise avec Gérard Mordillat un premier long-métrage documentaire, La Voix de son maître, dans lequel une douzaine de patrons de grands groupes industriels (L’Oréal, IBM-France, Thomson-Brant, Elf-Erap, Le Club Méditerranée, Waterman, Darty…) parlent du pouvoir, du commandement, de la hiérarchie, du rôle des syndicats... esquissant peu à peu l’image d’un monde futur, dominé par la finance. Le film sort en salle, mais quelques mois plus tard sa version télévisuelle, Patrons/Télévision (3 x 60') est brutalement déprogrammée sur ordre du cabinet du Premier Ministre Raymond Barre, à quelques jours de sa diffusion sur Antenne 2. Ce cas de censure politique directe soulève une immense vague de protestation mais rien n'y fait.
En 1980, à la demande de René Allio, il produit L'Heure exquise, un portrait de Marseille "à la première personne" tourné par ce dernier. L'année suivante parait un livre, co-écrit avec Suzel Galliard : Hélène Vernet, 39 rue Chaptal, Levallois-Perret (Ed. Ramsay), qui retrace le long combat d'une femme âgée menacée d'expulsion. Il passe quelques mois auprès de l'écrivain John Berger et du photographe Jean Mohr pour réaliser la maquette de leur ouvrage Une autre façon de raconter (Maspéro, 1982). En parallèle, il écrit un long-métrage de fiction qui ne verra jamais le jour.
De 1985 à 1988, Nicolas Philibert réalise plusieurs films de montagne pour la télévision dans lesquels il suit les exploits d'un jeune alpiniste virtuose, Christophe Profit. Ces films (Christophe, Trilogie pour un homme seul, Le come back de Baquet...) obtiennent de nombreuses récompenses dans les festivals spécialisés. S'y ajoute un portrait de Roger Lapébie, vainqueur du Tour de France cycliste 1937 : Vas-y Lapébie!
En 1986, il redevient occasionnellement assistant-réalisateur, auprès cette fois de Joris Ivens et Marceline Loridan-Ivens, pour le tournage en Chine de leur film Une histoire de vent.
Il se lance ensuite dans la réalisation de longs-métrages documentaires qui seront tous distribués en salles.
Avec La Ville Louvre (1990), c'est la première fois qu'un grand musée accepte de dévoiler ses coulisses à une équipe de cinéma. Le Louvre vit alors une période particulièrement effervescente : on réorganise les espaces, de nombreuses œuvres déménagent d'une salle à une autre, On crée des restaurants, des librairies, un auditorium, la pyramide est en passe d'être achevée... C'est le début d'un vaste processus de transformation qui aboutira bientôt au Grand Louvre.
Dans Le Pays des sourds (1992) Nicolas Philibert nous entraîne à la rencontre de ceux qui, sourds profonds depuis leur naissance ou les premiers mois de leur vie, appréhendent le monde avec le regard et le toucher. On y découvre la beauté de la langue des signes, si longtemps interdite, et l'on comprend qu'il s'agit d'une vraie langue, capable autant que n'importe quelle langue orale d'exprimer toutes les nuances de la pensée.
En parallèle, Nicolas Philibert entreprend de filmer les travaux de rénovation de la Galerie de Zoologie du Muséum National d'Histoire Naturelle qui était fermée au public depuis un quart de siècle. Plongés dans la pénombre et dans l'oubli, à la merci des intempéries et des infiltrations du toit, les milliers d'animaux naturalisés qui constituent ses précieuses collections se dégradaient peu à peu. Un animal, des animaux (1994) racontera la métamorphose de ce lieu et la résurrection de ses étranges pensionnaires.
Au début de l'été 1995, il s'installe à la clinique psychiatrique de La Borde. Comme chaque année, des pensionnaires et des soignants se rassemblent pour monter une pièce de théâtre qu'ils joueront le 15 août. Le film qui en résulte, La Moindre des choses, retrace les hauts et les bas de cette aventure. Mais au-delà du théâtre il raconte « la vie à La Borde, le temps qui passe, les petits riens, la solitude et la fatigue, les moments de gaieté, les rires, et l'attention que chacun porte à l'autre ». Près de trente ans après sa sortie en salle (1997), ce film continue de circuler partout en France. Dans le monde de la psychiatrie, c'est aujourd'hui un film culte. Le DVD contient en bonus un entretien avec le psychiatre et psychanalyste Jean Oury, fondateur de la clinique de La Borde, qu'il dirigera jusqu'à sa mort : L'Invisible (2002, 45').
Qui sait ? (1998), tourné avec les élèves de l’école du Théâtre national de Strasbourg, fait partie d’une collection de quatre films-laboratoires intitulée «Génération TNS». Chaque réalisateur était invité à imaginer un scénario original à partir de sa rencontre avec les élèves en utilisant des éléments de leur vie, de leur travail, etc.

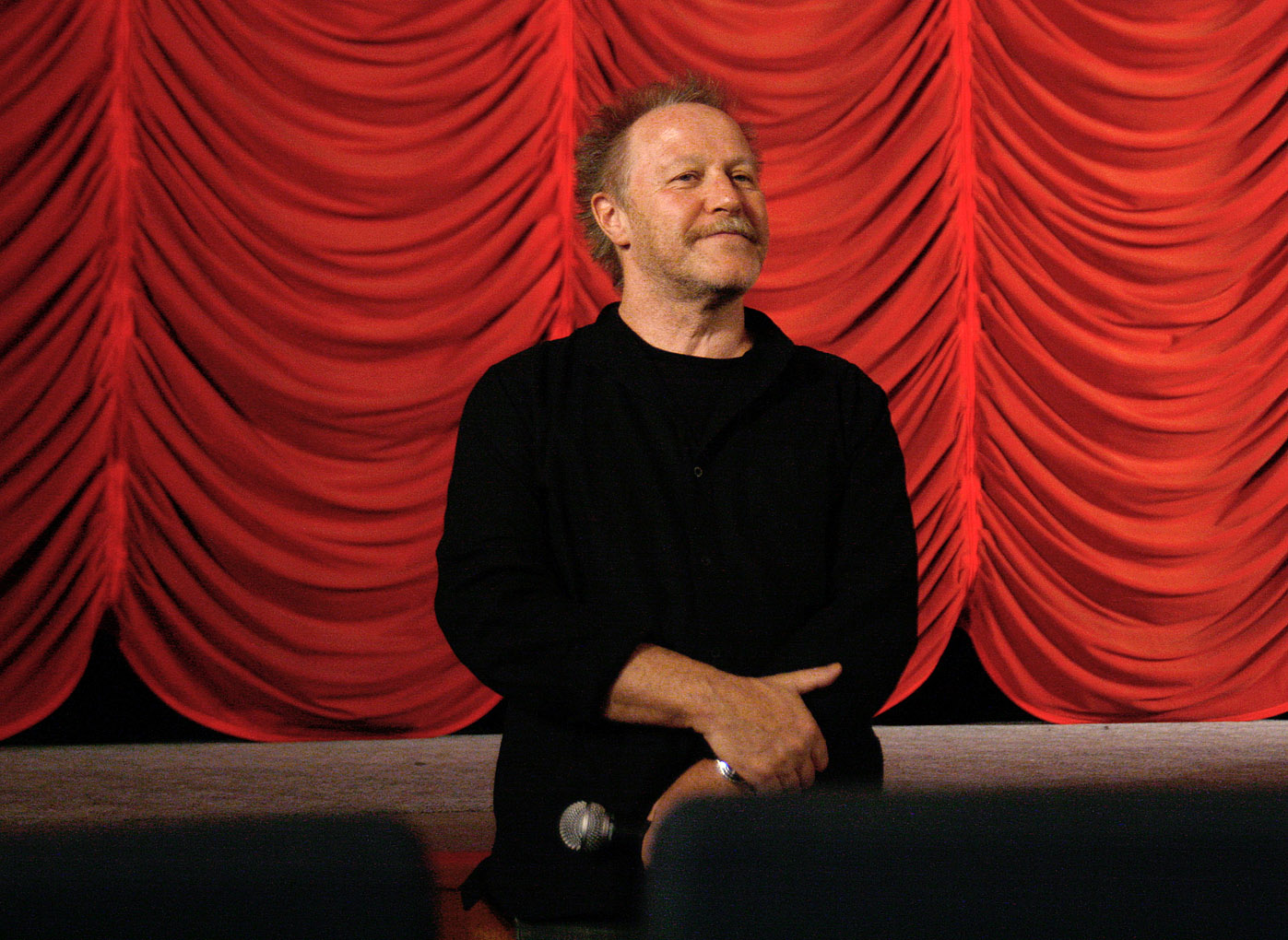
Nicolas Philibert au festival international du film de Vienne en 2010.

En 2001, Nicolas Philibert tourne Être et avoir, sur la vie quotidienne d'une école à classe unique dans un petit village d'Auvergne. Récompensé par le Prix Louis Delluc 2002, le César du meilleur montage, le prix du meilleur documentaire décerné par l'European Film Academy, Le prix des auditeurs du Masque et la Plume... et de très nombreux autres prix, ce film connaîtra un immense succès en France (1,8 million d'entrées) et dans le monde entier...
Dans Retour en Normandie (2006), il revient sur les traces d’un autre film, Moi, Pierre Rivière, ayant égorgé ma mère, ma sœur et mon frère... tourné trente ans plus tôt par René Allio, avec des paysans dans les rôles principaux. Chargé de les recruter, Nicolas Philibert, alors jeune assistant, avait passé deux mois, de ferme en ferme, pour tenter de les entraîner dans l'aventure.
Avec Nénette (2010), tourné à la Ménagerie du Jardin des plantes à Paris, il brosse un portrait de la doyenne des lieux : une femelle orang-outan, en captivité depuis 1972.
Dans La Maison de la radio (2012), tourné au sein de Radio France, il part à la découverte de ce qui échappe habituellement aux regards : les mystères et les coulisses d’un média dont la matière même, le son, reste invisible.
Sorti fin août 2018, De chaque instant nous entraîne à Montreuil, dans un institut de formation en soins infirmiers. Tandis que des dizaines de jeunes gens, filles et garçons, y poursuivent leurs études, le film s'attache à montrer les difficultés et les joies d'un apprentissage qui va les confronter très tôt, souvent très jeunes, à la fragilité de la vie.

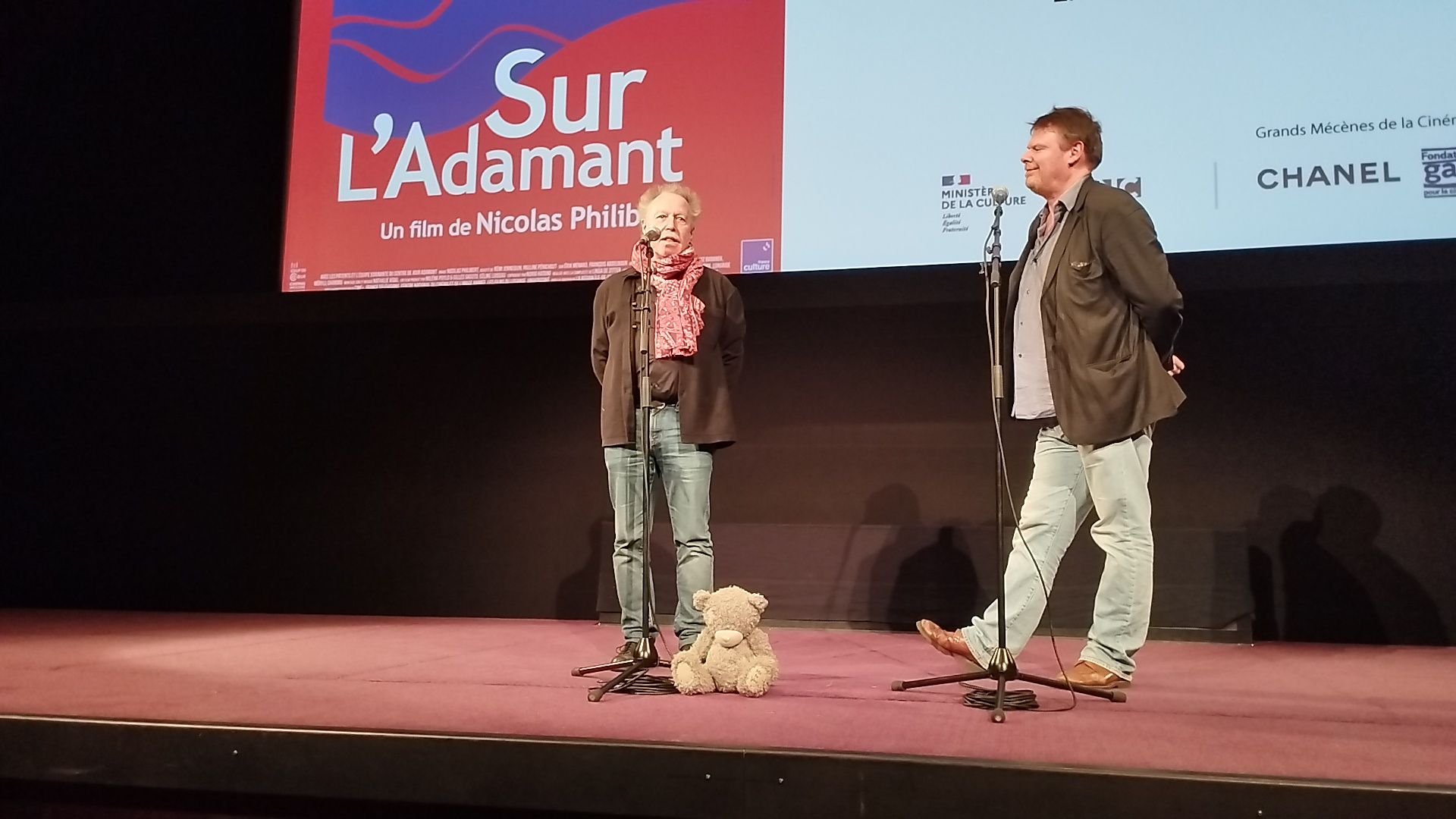
Nicolas Philibert présentant Sur l'Adamant en avant-première à la Cinémathèque française en mars 2023.

Depuis avril 2019, un coffret de 12 DVD (incluant de nombreux bonus et un livret de 200 pages) regroupe l'ensemble de ses films, à cette date : "Nicolas Philibert, les films, le cinéma" (Éditions Blaq Out).
Il reçoit l'Ours d'Or à la Berlinale 2023 pour Sur l'Adamant,, premier volet d'un triptyque tourné au sein du pôle psychiatrique Paris centre. Le second volet, Averroès & Rosa Parks, tourné à l'hôpital Esquirol (Charenton), repose pour l'essentiel sur des conversations entre des patients et des soignants. Dans le troisième volet : La Machine à écrire et autres sources de tracas (Sortie en France le 17-04-2024), le cinéaste accompagne des soignants "bricoleurs" au domicile de quelques patients soudain démunis face à un problème domestique, un appareil en panne, etc.
Depuis 25 ans, plus de 130 hommages et rétrospectives des films de Nicolas Philibert ont été organisés de par le monde, du British Film Institute (Londres) au MoMa (New York), de la Cinémathèque Royale de Belgique à la Cinémathèque française, en passant par Amsterdam, Barcelone, Beijing, Beyrouth, Berkeley, Berlin, Bogota, Bombay, Bratislava, Bucarest, Buenos Aires, Calcutta, Chicago, Copenhague, Damas, Edinburgh, Florence, Fredrikstad, Genève, Harvard, Helsinki, La Havane, Lisbonne, Ljubljana, Madras, Madrid, Melbourne, Mexico, Milan, Montréal, Morelia, Moscou, Munich, Nantes, Nancy, New Delhi, Nice, Parnü, Reykjavik, Santiago, Sao Paolo, Seoul, Shanghaï, Sidney, Sofia, Stanford, Tbilissi, Tel Aviv, Thessalonique, Tokyo, Vienne, Vilnius, Varsovie, Zagreb, Zürich…
Nicolas Philibert a été co-président de la SRF (Société des réalisateurs et réalisatrices de Films). Il est membre du Conseil d'Administration de la Cinémathèque française.

## Filmographie

### Réalisateur
- 1978 : La Voix de son maître (co-réalisé avec Gérard Mordillat)
- 1979 : Patrons/Télévision : 1. Un pépin dans la boîte, 2. Confidences sur l'ouvrier, 3. La bataille a commencé à Landerneau (version télévisuelle - 3 x 60' - du film précédent, co-réalisé avec Gérard Mordillat)[8]
- 1985 : La Face nord du camembert
- 1985 : Christophe
- 1986 : Y’a pas d’malaise
- 1987 : Trilogie pour un homme seul
- 1988 : Vas-y Lapébie !
- 1988 : Le Come back de Baquet
- 1990 : La Ville Louvre
- 1991 : Patrons 78-91 (version télévisuelle de La Voix de son maître pour La Sept)
- 1992 : Le Pays des sourds
- 1995 : Un animal, des animaux
- 1997 : La Moindre des choses
- 1999 : Qui sait ?
- 2002 : L'Invisible (entretien avec Jean Oury, directeur de la clinique psychiatrique de La Borde)
- 2002 : Être et avoir
- 2007 : Retour en Normandie
- 2010 : Nénette
- 2010 : La nuit tombe sur la ménagerie
- 2013 : La Maison de la radio
- 2018 : De chaque instant[3]
- 2023 : Sur l'Adamant
- 2024 : Averroès & Rosa Parks
- 2024 : La machine à écrire et autres sources de tracas[9]

### Autre
- 1970 : Les Camisards, de René Allio : stagiaire
- 1973 : Rude Journée pour la reine, de René Allio : assistant-décorateur, accessoiriste
- 1973 : La Virée superbe, de Gérard Vergez : assistant-décorateur
- 1974 :  Le Milieu du monde, d'Alain Tanner : assistant à la réalisation
- 1974 :  Pas si méchant que ça, de Claude Goretta : décorateur
- 1975 : Moi, Pierre Rivière, ayant égorgé ma mère, ma sœur et mon frère... : de René Allio : assistant à la réalisation
- 1981 :  L'Heure exquise, de René Allio : producteur délégué
- 1989 :  Une histoire de vent, de Joris Ivens et Marceline Loridan-Ivens : assistant à la réalisation
- 2010 : Les Vivants et les Morts, série télévisée de Gérard Mordillat : acteur (lui-même)

## Distinctions

### Récompenses
Christophe : Grand Prix du Festival international du Film d'Aventure Sportive, La Plagne, 1985 • Diable d'Or du Festival international du Film Alpin, Les Diablerets (Suisse), 1986 • Grand Prix du Festival de Teplice nad Metuji (Tchécoslovaquie), 1986 • « Best Mountainfilm », Banff Mountain Film Festival (Canada), 1987 • Prix du meilleur film d'alpinisme, Festival international du Cinéma de montagne de Torello (Espagne), 1987.
Trilogie pour un homme seul : Grand Prix des Journées Internationales du Film d'Aventure Sportive, Hakuba (Japon), 1987 • Diable d'Or, Festival International du Film Alpin, Les Diablerets (Suisse), 1987 • Grand Prix du Festival Mondial de l'Image de Montagne, Antibes, 1987 • Prix spécial du jury, Festival international du film d'aventure, La Plagne, 1987 • Grand-Prix du Festival de Teplice Nad Metuji (Tchécoslovaquie), 1988 • Silver Triglav, Festival international de Kranj (Yougoslavie), 1988.
La Ville Louvre : Prix Europa, « Meilleur documentaire de l'année », 1990 • Prix Intermédia, Cinéma du Réel, Paris, 1990.
Le Pays des sourds : Sélection officielle au Festival de Locarno, 1992 • Sélection au Festival de Yamagata, Japon, 1993 • Prix Spécial de la Fondation Gan pour le Cinéma, 1991 • Grand Prix du Festival de Belfort, 1992 • Grand Prix du Festival dei popoli, Firenze, 1992 • Grand Prix Festival de Vancouver, 1993 • Prix « Tiempo de Historia », Festival de Valladolid, 1993 • Prix Humanum, Association de la Presse Cinématographique de Belgique, 1993 • Grand Prix du Festival de Bombay, 1994 • Golden Gate Award, San Francisco International Film Festival, 1994 • Prix du meilleur documentaire, Festival de Potsdam, 1994• Stephanie Beacham Award, 13th Annual Communication Awards, Washington D.C., 1994  • Peabody Award, États-Unis, 1998
La Moindre des choses : Sélection officielle au Festival International de Locarno, 1996 • Grand Prix du Public, Rencontres Internationales de Cinéma à Paris, 1996 • Grand Prix du public, Festival International du Cinéma et des Nouveaux Médias, Montréal, 1997 • Prix du Meilleur Documentaire, Festival de Potsdam, 1997 • Prix spécial du Jury, Festival du Film anthropologique de Pârnu (Estonie), 1997 • Grand Prix du Festival Amascultura (Lisbonne), 1997 • Golden Spire (Epée d'Or) du Festival international de San Francisco, 1998 .
Être et avoir : Sélection officielle, Cannes 2002 (hors compétition) • Prix Louis Delluc 2002 •  César du Meilleur Montage, 2003 • Prix « Tiempo de Historia », Festival de Valladolid, 2002 • Grand-Prix du Festival France Cinéma, Florence, 2002 • « Best documentary », European Film Awards, 2002 • Prix Humanum, décerné par la Presse Cinématographique de Belgique, 2002 • Prix Méliès « meilleur film français de l'année » décerné par le Syndicat français de la Critique de Cinéma, 2003 • Prix des auditeurs du Masque et la Plume, France Inter, janvier 2003 • Prix de l'Association Cubaine de la Presse Cinématographique (Fipresci), 2003 • Étoile d'Or décernée par la presse française • Prix du public du Festival du film français à Athènes, 2003 • Grand-Prix et Prix du public au Festival du Film francophone de Bratislava (Slovaquie), 2003 • Grand Jury Prize, Full Frame Film Festival, États-Unis, 2003 • « Best non fiction film Award », National Society of Film Critics, États-Unis
Retour en Normandie : Sélection officielle, Cannes 2007 (hors compétition)
Nénette : Sélection officielle au Festival de Berlin 2010 (section Forum).
La Maison de la radio : Sélection officielle au Festival de Berlin 2013 (section Panorama), au Festival de Telluride 2013 (États-Unis), et dans plus de 40 festivals • Prix « Tiempo de Historia » (Meilleur documentaire), Festival de Valladolid, 2013 • Étoile d’Or 2014 décernée par la presse française.
De chaque instant : Sélection officielle au Festival de Locarno, 2017 (hors compétition)
Sur l'Adamant : Ours d'or, Festival de Berlin 2023• "Best Moral Approach Award", Makedox Festival, Skopje, North Macedonia, août 2023 • "Best documentary Award", Silk Road International Film Festival, Fuzhou, Chine, sept. 2023 • Premio Toni Serra (Abu Ali), Festival Internacional de cine social de Catalunya, Oct. 2023 • Prix Utopia, Festival Castellinaria, Bellinzona, Suisse, nov. 2023 • El Gouna Bronze Star, Festival du film d’El Gouna, Egypte, dec. 2023.
À l'automne 2024, Nicolas Philibert a reçu un Icon Award au Festival Nordic/Docs (Norvège) "For Outstanding inspiration to colleagues world wide" ainsi que le Prix Darko Bratina 2024, année du centenaire de la naissance du célèbre psychiatre italien Franco Basaglia, dans le cadre du festival transfrontalier italo-slovène de Gorizia, sa ville natale : Tribute to a Vision. En mars 2025, le Festival du film documentaire de Thessalonique lui a remis un Alexandre d'Or d'honneur pour son "exceptionnelle contribution à l'art du cinéma".

### Nominations
- César 2003 : catégories meilleur film, meilleure réalisation et meilleur montage pour Être et avoir
- BAFA (British Academy Film Awards) 2004: dans la catégorie "Best Films not in the English Language" pour Etre et avoir
- 15e édition de La Nuit des Lutins pour La nuit tombe sur la ménagerie
- César 2008 : catégorie meilleur film documentaire pour Retour en Normandie
- César 2014 : catégorie meilleur film documentaire pour La Maison de la radio
- César 2019 : catégorie meilleur film documentaire pour De chaque instant
- César 2024 : catégorie meilleur film documentaire pour Sur l'Adamant
- European Film Awards 2023 : category Best documentary pour Sur l'Adamant
- Prix Lumières de la presse internationale :  catégorie meilleur film documentaire pour Sur l'Adamant
- Prix Lux du Parlement européen pour Sur l'Adamant.

### Décorations
- Chevalier de l'ordre national du Mérite (2002)
- Officier de l'ordre des Arts et des Lettres (2025)[11]
  - chevalier en 1995